# Alexis Norambuena
Alexis Patricio Norambuena Ruz (Santiago, 31 de março de 1984) é um futebolista chileno-palestino, que joga no Club de Deportes Melipilla.

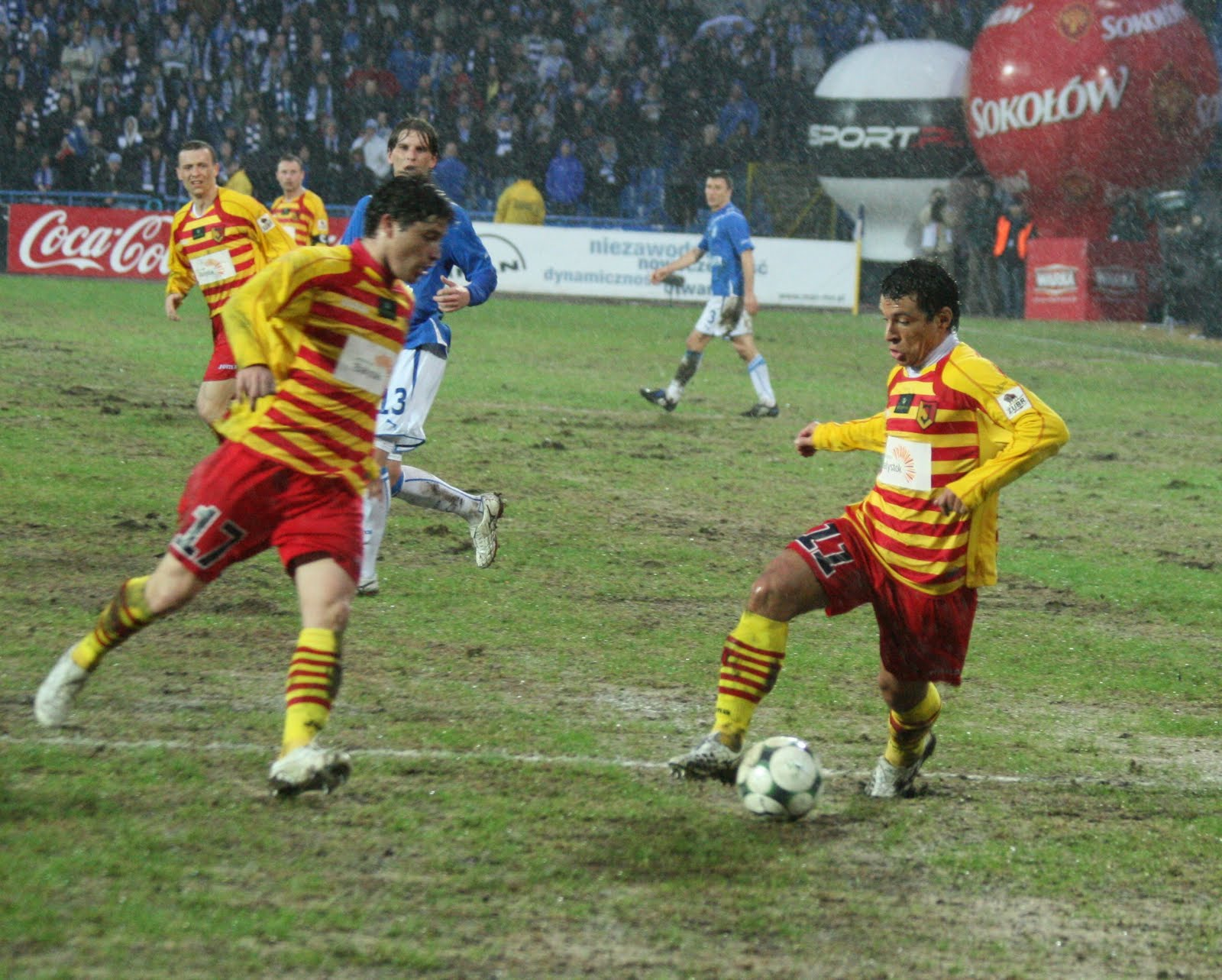
Alexis Norambuena e Hermes Neves Soares

## Carreira
Norambuena representou a Seleção Palestina de Futebol na Copa da Ásia de 2015.

## Títulos
Unión Española
- Campeonato Chileno (1): 2005

 Jagiellonia Białystok
- Copa da Polônia de Futebol (1): 2009/2010
- Supercopa da Polônia (1): 2010

 GKS Bełchatów
- Campeonato Polonês de Futebol 2ª Divisão (1): 2013/2014